# Ternstroemia luquillensis
Ternstroemia luquillensis, coloquialmente llamado palo colorado, es una especie de planta de la familia Pentaphylacaceae. Es endémica de Puerto Rico. Está amenazada por la destrucción de su hábitat.